# Aelfwald II de Northúmbria
Ælfwald II va ser rei de Northúmbria des de la deposició d'Eardwulf l'any 806 fins potser el 810. Aquesta informació només apareix en dos escrits: en un llibre titulat De primo Saxonum adventu d'autor anònim i en la Flores Historiarum de Roger de Wendover; en aquest segon es diu que Ælfwald va ser qui va destronar Eardwulf.
Alguns autors creuen que Ælfwald II va governar durant dos anys fins que Eardwulf va tornar i va recuperar el poder amb el suport de l'emperador Carlemany i del papa Lleó III. Altres creuen que el fill d'Eardwulf, anomenat Eanred va ser qui el va succeir.
Atès que del regnat d'Ælfwald només hi ha uns pocs documents amb escassa informació, l'estudi de les monedes encunyades durant el seu regnat són un complement al seu estudi. Aquestes van ser encunyades a la ciutat de York pel propietari d'una seca anomenat Cuthheard, el mateix que va fer totes les monedes conegudes del regnat d'Eardwulf.
L'escriptor W. G. Collingwood va ser l'autor el 1917 d'un llibre que recrea la vida d'Ælfwald, titulat The Likeness of King Elfwald. Aquesta obra es basa en un llarg estudi sobre la història de Northúmbria, tema que el va portar a publicar un altre llibre, Northumbrian Crosses of the pre-Norman Age el 1919.